# Ортодоксальный марксизм
Ортодоксальный марксизм — это совокупность марксистской мысли, возникшая после смерти Карла Маркса и Фридриха Энгельса в конце XIX века и выраженная в своей первичной форме Карлом Каутским. Взгляды Каутского на марксизм доминировали в европейском марксистском движении в течение двух десятилетий, а ортодоксальный марксизм был официальной философией большинства социалистического движения, представленного во Втором Интернационале. Доминирование идей Каутского продолжалось вплоть до Первой мировой войны в 1914 году, начало которой привело к усилению влияния Каутского, которое затем пошло на убыль и выдвинуло на первый план ортодоксальность марксизма Владимира Ленина. Ортодоксальный марксизм стремился упростить и систематизировать марксистский метод и теорию путем прояснения предполагаемых двусмысленностей и противоречий в классическом марксизме.
Ортодоксальный марксизм утверждал, что исторический материализм Маркса является наукой, раскрывающей законы истории и доказывающей неизбежность краха капитализма и замены его социализмом. Следствием этого детерминистского взгляда было то, что историю нельзя «торопить», и что политически мотивированные рабочие и рабочие партии должны ждать, пока будут созданы материальные экономические условия, прежде чем сможет произойти революционная трансформация общества. Например, эта идея привела к тому, что Социал-демократическая партия Германии (СДПГ) приняла постепенный подход, используя преимущества буржуазной парламентской демократии для улучшения жизни рабочих до тех пор, пока капитализм не будет свергнут своими объективными внутренними противоречиями.
Употребление слова «ортодоксальный» для обозначения линии Каутского имеет целью прежде всего отличить ее от реформизма Эдуарда Бернштейна. Ортодоксальные марксисты порицали таких «ревизионистов» за разрыв с мыслью Маркса.
Одной из старейших действующих и существующих коммунистических партий с ортодоксальным марксистским подходом и мыслью является Коммунистическая партия Греции.

## Теория

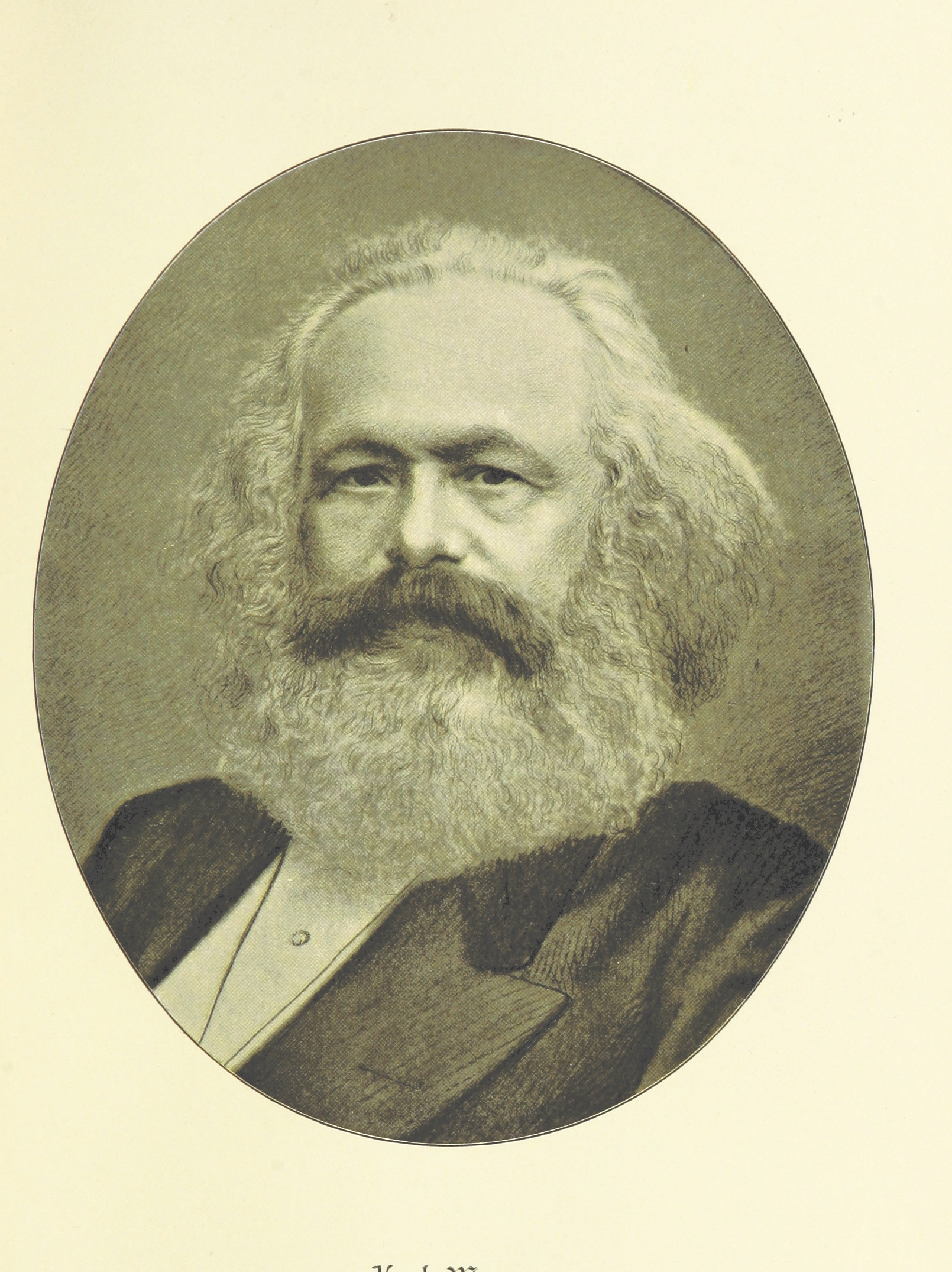
Карл Маркс

Возникновение ортодоксального марксизма связано с последними работами Фридриха Энгельса, такими как «Диалектика природы и социализма: утопическое и научное», которые представляли собой попытки популяризировать работы Карла Маркса, сделать их систематическими и применить к фундаментальным вопросам философии. Даниель Де Леон, один из первых американских социалистических лидеров, внес большой вклад в эту мысль в последние годы XIX века и в начале XX века. Ортодоксальный марксизм получил дальнейшее развитие во времена Второго Интернационала такими мыслителями, как Георгий Плеханов и Карл Каутский в «Эрфуртской программе» и «Классовой борьбе».
Характерными чертами ортодоксального марксизма являются:
- Усиленная версия теории о том, что экономическая база (материальные условия) определяет культурную и политическую надстройку общества. В своей наиболее развернутой форме эта точка зрения называется экономическим детерминизмом, экономизмом и вульгарным материализмом. Родственная вариация — это технологический детерминизм.
- Мнение о том, что капитализм невозможно реформировать посредством политики и что любая попытка сделать это только усугубит его противоречия или исказит эффективность рыночной экономики (в отличие от реформизма). Ортодоксальный марксизм считает, что единственным жизнеспособным и прочным решением противоречий капитализма является создание посткапиталистической социалистической экономики.
- Центральная роль класса как процесса и мнение о том, что существующие политики и правительство в значительной степени и структурно подчиняются интересам правящего класса[3]. Эта точка зрения называется инструментальным марксизмом.
- Утверждение, что марксистская методология является наукой.
- Попытка сделать марксизм целостной системой, адаптируя ее к изменениям в сфере текущих событий и знаний.
- Понимание идеологии с точки зрения ложного сознания.
- Всякая открытая классовая борьба является политической борьбой.
- Докризисный акцент на организацию независимого массового рабочего движения (в форме социальных, развлекательных, образовательных и культурных организаций) и особенно его политической партии, сочетающей борьбу за реформы и массовые забастовки, не слишком полагаясь ни на один из них.
- Социалистическая революция обязательно является актом большинства (в отличие от взглядов марксизма-ленинизма на авангардную партию и демократический централизм).

Ортодоксальный марксизм противопоставляется ревизионистскому марксизму, развитому в социал-демократических партиях после Первой мировой войны. Некоторые авторы также противопоставляют его марксизму-ленинизму в том виде, в каком он развивался в Советском Союзе, в то время как другие описывают последний как твердо стоящий в рамках ортодоксальности:
Ортодоксальный марксизм опирался на европейское рабочее движение и вырос из него, возникшего в последней четверти XIX века и продолжавшегося в этой форме до середины XX века. Двумя его институциональными проявлениями были 2-й и 3-й Интернационалы, которые, несмотря на великий раскол 1919 года, были отмечены общей концепцией капитала и труда. Поэтому их состояния росли и падали одновременно. Троцкизм и левый коммунизм были одинаково ортодоксальными по своему мышлению и подходу, и поэтому их следует считать левыми вариантами этой традиции. 
Двумя вариантами ортодоксального марксизма являются импосибилизм и антиревизионизм. Импосибилизм — это форма ортодоксального марксизма, которая одновременно отвергает реформизм ревизионистского марксизма и выступает против ленинистских теорий империализма, авангардизма и демократического централизма (которые утверждают, что социализм может быть построен в слаборазвитых, квазифеодальных странах посредством революционных действий, а не путем возникающий результат достижений в материальном развитии). Крайней формы этой позиции придерживается Социалистическая партия Великобритании. Напротив, антиревизионистская традиция критиковала официальные коммунистические партии с противоположной точки зрения как отказавшиеся от ортодоксального марксизма основателей.

## Варианты
Появился ряд теоретических взглядов и политических движений, которые прочно укоренились в ортодоксальном марксистском анализе, в отличие от более поздних интерпретаций и альтернативных разработок марксистской теории и практики, таких как марксизм-ленинизм, ревизионизм и реформизм.

### Импосибилизм
Импосибилизм подчеркивает ограниченную ценность экономических, социальных, культурных и политических реформ при капитализме и утверждает, что социалисты и марксисты должны сосредоточиться исключительно на усилиях по распространению и установлению социализма, игнорируя любые другие причины, не имеющие никакого отношения к цели реализации социализма.
Импосибилизм утверждает, что реформы капитализма контрпродуктивны, поскольку они усиливают поддержку капитализма рабочим классом, делая его условия более терпимыми, создавая при этом свои собственные противоречия, одновременно устраняя социалистический характер партий, отстаивающих и реализующих сказанное. Поскольку реформы не могут решить системные противоречия капитализма, импосибилизм противостоит реформизму, ревизионизму и этическому социализму.
Импосибилизм также выступает против идеи революции под руководством авангарда и централизации политической власти в любой элитной группе людей, поддерживаемой ленинизмом и марксизмом-ленинизмом.
Эту точку зрения поддерживают Мировое Социалистическое Движение, де-леонисты и в некоторой степени последователи Карла Каутского и дореформистской социал-демократии.

### Ленинизм
Каутский и, в меньшей степени, Плеханов, в свою очередь, оказали большое влияние на Владимира Ленина, чья версия марксизма была известна современникам как ленинизм. Официальная мысль Третьего Интернационала изначально была основана на ортодоксальном марксизме в сочетании с ленинскими взглядами на революционную организацию. Термины диалектический материализм и исторический материализм связаны с этой фазой ортодоксального марксизма. Роза Люксембург, Хэл Дрейпер и Рудольф Гильфердинг — выдающиеся мыслители ортодоксальной марксистской традиции.
Ортодоксальный марксизм контрастирует с более поздними вариациями марксизма, особенно с ревизионизмом и сталинизмом. В отличие от сталинской концепции обсуждавшейся идеи социализма в отдельно взятой стране, ортодоксальные марксисты говорили, что имперская Россия была слишком отсталой для развития социализма, даже если бы марксистская партия возглавила её правительство, и сначала должна была бы пройти капиталистическую (буржуазную) фазу развития. Ленин призывал к социалистической революции в России, чтобы вдохновить социалистическую революцию в Германии и в большинстве развитых стран. Новая экономическая политика Ленина и Бухарина изначально была направлена на развитие капитализма в России.

### Люксембургизм
Люксембургизм — неофициальное обозначение направления марксистской мысли и практики, берущее начало от идей и творчества Розы Люксембург. В частности, он подчеркивает важность стихийной революции, которая может возникнуть только в ответ на растущие противоречия между производительными силами и социальными отношениями общества, и поэтому отвергает ленинизм и большевизм за его настойчивость в «практическом» подходе к революции. Люксембургисты критикуют реформистский марксизм, так как считают, что «капитализм не свергается, а, наоборот, укрепляется развитием социальных реформ».

### Троцкизм
Традиция, основанная Львом Троцким, утверждает, что СССР был «выродившимся рабочим государством» на том основании, что, хотя и утверждается, что он сохранял некоторые аспекты революционного рабочего государства (такие как государственный контроль над внешней торговлей или экспроприация буржуазии), ей не хватало ключевых аспектов, которые у нее были раньше, а именно советской демократии и свободы организации рабочих, что приносило только пользу бюрократии во главе с Иосифом Сталиным. В своей книге "Преданная революция " Троцкий поддерживает многопартийную демократическую модель революционных организаций и предлагает решение проблемы бюрократической касты СССР — политическую революцию, которая восстановит те аспекты, которые стерли бюрократы. Троцкисты утверждают, что страны Восточного блока, Китай, Северная Корея, Вьетнам, Куба и другие были «деформированными рабочими государствами», которые нуждались в политических революциях, одновременно критически защищая эти страны от империалистической агрессии.

### Антиревизионизм
Антиревизионисты (включая радикальные марксистско-ленинские фракции, ходжаистов и маоистов) критикуют правление коммунистических государств, утверждая, что это были государственно-капиталистические государства, управляемые ревизионистами. Хотя периоды и страны, определяемые как государственно-капиталистические или ревизионистские, различаются в зависимости от разных идеологий и партий, все они признают, что Советский Союз был социалистическим во времена Сталина. Маоисты рассматривают Советский Союз и большинство его сателлитов как «государственный капитализм» в результате десталинизации; некоторые из них также рассматривают современный Китай в этом свете, полагая, что Китайская Народная Республика стала государственным капиталистом после смерти Мао. Ходжаисты считают, что Китайская Народная Республика всегда была государственным капиталистом, и поддерживают Социалистическую Албанию как единственное социалистическое государство после Советского Союза при Сталине.

## Критика
Внутри социалистического движения высказывался ряд критических замечаний в адрес ортодоксального марксизма. С 1890-х годов во время Второго Интернационала Эдуард Бернштейн и другие разработали позицию, известную как ревизионизм, которая стремилась пересмотреть взгляды Маркса, основанные на идее, что прогрессивное развитие капитализма и расширение демократии означают, что постепенная парламентская реформа может привести к социализму. Но сам Бернштейн был революционером и присоединился к Независимой социал-демократической партии в Германии, которая выступала за социалистическую республику в 1918 году. Эту точку зрения оспаривали ортодоксальные марксисты, такие как Каутский, а также молодой Дьёрдь Лукач, который в 1919 году разъяснил определение ортодоксальный марксизм следующим образом:
Ортодоксия относится исключительно к методу. Это научное убеждение, что диалектический материализм — это путь к истине и что его методы могут развиваться, расширяться и углубляться только по направлениям, заложенным его основателями. Более того, существует убеждение, что все попытки превзойти или «улучшить» его привели и должны привести к чрезмерному упрощению, тривиальности и эклектизму.
В послевоенный период «Новые левые» и новые социальные движения породили интеллектуальные и политические течения, которые снова бросили вызов ортодоксальному марксизму. К ним относятся итальянский автономизм, французский ситуационизм, югославская школа праксиса, британские культурологические исследования, марксистский феминизм, марксистский гуманизм, аналитический марксизм и критический реализм.